# رابین ایشر
رابین ایشِر (به انگلیسی: Robin Aisher؛ ۲۴ ژانویهٔ ۱۹۳۴ – ۲۶ ژوئن ۲۰۲۳) قایقران و ورزشکار اهل بریتانیا بود.